# За байраком байрак…
«За байраком байрак…» — вірш Тараса Шевченка 1847 року, написаний у казематі III відділу в С.-Петербурзі й включений до рукописної збірки «В казематі».

## Зміст
Віршеві притаманні мотиви, образи і настрої романтичної балади: посмертна кара за гріх, образ козацької могили, мрець, який встає вночі з могили, таємничість, жах і журба. Твір продовжує тему критичного осмислення історії України, розпочату в посланні «І мертвим, і живим…». Не називаючи історичних імен, Шевченко осудив гетьманів 2-ї половини 17 століття типу П. Дорошенка і Ю. Хмельницького, які допомагали туркам і татарам брати в полон українське населення. Історичні відомості про це Шевченко міг запозичити з козацьких літописів, «Історії Русів», праць Д. Бантиша-Каменського й М. Маркевича та з історичних пісень.

## Автографи, датування, написання
Зберіглося три чистові автографи твору, які потрапили: до рукописного поетичного циклу «В казематі»; до «Малої книжки»; до «Більшої книжки».
Автографи твору не датовані. Твір Датується за місцем автографа в окремому рукопису циклу «В казематі» та часом ув'язнення Шевченка з 17 квітня по 30 травня 1847 року у казематі III відділу, орієнтовно: 17 квітня — 19 травня 1847 року, С.-Петербург.
Первісний автограф не відомий. До найранішого відомого рукопису циклу «В казематі» вірш переписано між поезіями «Ой одна я, одна…» і «Мені однаково, чи буду…», раніше від поезії «Весеннє сонечко ховалось…» («Н. Костомарову»), яка в окремому автографі має дату «1847 мая 19». Після повернення з Аральської описової експедиції до Оренбурга, наприкінці 1849-го (не раніше 1 листопада) або на початку 1850 року (до арешту поета 23 квітня), Шевченко переписав вірш у складі циклу «В казематі» (під № 2) з виправленнями в рядках 3, 14, 20, 23, 27, 28 до «Малої книжки» (до другого зшитка за 1846—1847 роки). 18 березня 1858 року, під час перебування в Москві, поет переписав вірш з новими виправленнями в рядках 19, 21, 27, 30, 33 з «Малої книжки» до «Більшої книжки», текст якої остаточний. 
Влітку 1856 року, не пізніше 15 серпня, список з чистового рукопису-автографа циклу «В казематі» (крім поезії «Не спалося, а ніч, як море…»), що належав тоді В. В. Тарновському, зробив П. О. Куліш. 30-й рядок занесено до нього з довільною заміною діалектної форми «руна» на «луна».
Відомі списки в рукописних збірках «Кобзар» 1861 року, що належав І. П. Левченкові, «Сочинения Т. Г. Шевченка» 1862 року, «Стихотворения Шевченка», невідомою рукою.
З «Малої книжки» вірш переписано до рукописного списку невідомої особи з окремими, за свідченням О. Я. Кониського, виправленнями Шевченка кінця 1850-х років, що належав Л. М. Жемчужникову і тепер не відомий. Чотири рядки з нього — 21, 27, 30 і 33 — подав О. Я. Кониський, з них 21 — неточно (мабуть, через недогляд: «В степу полягли» замість «їв степу полягли»), 33-й — з виправленням діалектної форми «руна» на «луна».

## Публікація
Вперше надруковано у виданнях: «Кобзарь Тараса Шевченка / Коштом Д. Е. Кожанчикова» 1867 року; «Поезії Тараса Шевченка» 1867 року (в обох виданнях подано за «Більшою книжкою» з виправленням слова «руна» на «луна»).

## Музика
Музику до твору писали І. Левицький, Б. Лятошинський, С. Людкевич.

## Екранізації
- У 2017 році вийшов короткометражний анімаційний фільм «Кобзар 2015», заснований на поезії «За байраком байрак...» з циклу «В казематі».